# Ruunasaari (ö i Södra Savolax, Nyslott, lat 61,88, long 29,31)
Ruunasaari är en ö i Finland. Den ligger i sjön Puruvesi och i kommunen Nyslott i  landskapet Södra Savolax, i den sydöstra delen av landet, 300 km nordost om huvudstaden Helsingfors. Öns area är 1,9 hektar och dess största längd är 310 meter i sydöst-nordvästlig riktning.